# Ekiga
Ekiga (dawniej zwana GnomeMeeting) – wolne oprogramowanie do VoIP i wideokonferencji w środowisku GNOME. Program obsługuje protokoły SIP i H.323.